# Savona Foot-Ball Club 1950-1951
Questa voce raccoglie le informazioni riguardanti  il Savona Foot-Ball Club nelle competizioni ufficiali della stagione 1950-1951.

## Rosa
| N. |                     | Ruolo | Calciatore           |
| -- | ------------------- | ----- | -------------------- |
|    | Italia (bandiera)   | C     | Pier Luigi Alvigini  |
|    | Italia (bandiera)   | A     | Giovanni Bacciarello |
|    | Italia (bandiera)   | D     | E. Bazzurro          |
|    | Italia (bandiera)   | C     | Giovanni Cappelli    |
|    | Italia (bandiera)   | A     | Giuseppe Cavagnero   |
|    | Italia (bandiera)   | A     | Roberto Fiorio       |
|    | Ungheria (bandiera) | A     | János Füzér          |
|    | Italia (bandiera)   | C     | G. Inghina           |

| N. |                   | Ruolo | Calciatore        |
| -- | ----------------- | ----- | ----------------- |
|    | Italia (bandiera) | C     | R. Longoni        |
|    | Italia (bandiera) | A     | Umberto Mantero   |
|    | Italia (bandiera) | C     | B. Molinari       |
|    | Italia (bandiera) | A     | Carlo Re Dionigi  |
|    | Italia (bandiera) | P     | M. Vagnola        |
|    | Italia (bandiera) | P     | Guido Vandone     |
|    | Italia (bandiera) | A     | Mario Ventimiglia |
|    | Italia (bandiera) | D     | Gino Vignolo      |